# Casa Cornaggia Medici
Casa Cornaggia Medici è un edificio storico di Milano situato in via Santa Marta n. 25.

## Storia e descrizione
La costruzione del palazzo fu iniziata alla fine del XVII secolo e consta di due fabbricati, di cui il principale si affaccia su via Santa Marta, mentre il secondo da sull'adiacente via Bagnera. La facciata su via Santa Marta presenta 7 aperture ed è impostata su tre piani: elemento di spicco del fronte è il portale in granito ad arco ribassato caratterizzato da una forte strombatura con concio di chiave decorato da una cartella in stucco. Le finestre su tutti e tre i piani sono decorati da semplici cornici in muratura, mentre al piano nobile sono presenti tra balconi in ferro battuto con decorazioni a greca. Il cortile si presenta porticato con colonne di ordine tuscanico che reggono archi a sesto ribassato.